# Dărmănești (gmina)
Dărmănești – gmina w południowej Rumunii, w okręgu Dymbowica.
W skład gminy wchodzi 2 miejscowości: Dărmănești i Mărginenii de Sus. Według stanu na rok 2011 liczyła 4810 mieszkańców, zaś w roku 2021 jej liczebność wynosiła 4433 mieszkańców.